# Лесоучасток Верх-Нарым
Лесоучасток Верх-Нарым — населённый пункт в Читинском районе Забайкальского края России. Входит в состав сельского поселения «Елизаветинское». 

## География
Лесоучасток находится в южной части района, на расстоянии 22 км к юго-западу от села Елизаветиноцентра сельского поселения, и примерно 51 км (по прямой) к югу от города Чита, административного центра района и края. 
Климат
Климат характеризуется как резко континентальный с продолжительной холодной малоснежной зимой и коротким тёплым летом. Среднегодовая температура воздуха составляет −4,3 — −2,5 °С. Средняя многолетняя температура самого холодного месяца (января) составляет −28 — −20 °С, температура самого тёплого (июля) — 15 — 18 °С. Среднегодовое количество осадков — 300—400 мм.
Часовой пояс
Лесоучасток Верх-Нарым находится в часовой зоне МСК+6. Смещение применяемого времени относительно UTC составляет +9:00.

## Население
| 2010 | 2021 |
| ---- | ---- |
| 42   | ↗45  |

Национальный состав
Согласно результатам переписи 2002 года, в национальной структуре населения русские составляли 97 % из 61 чел.